# Zythos

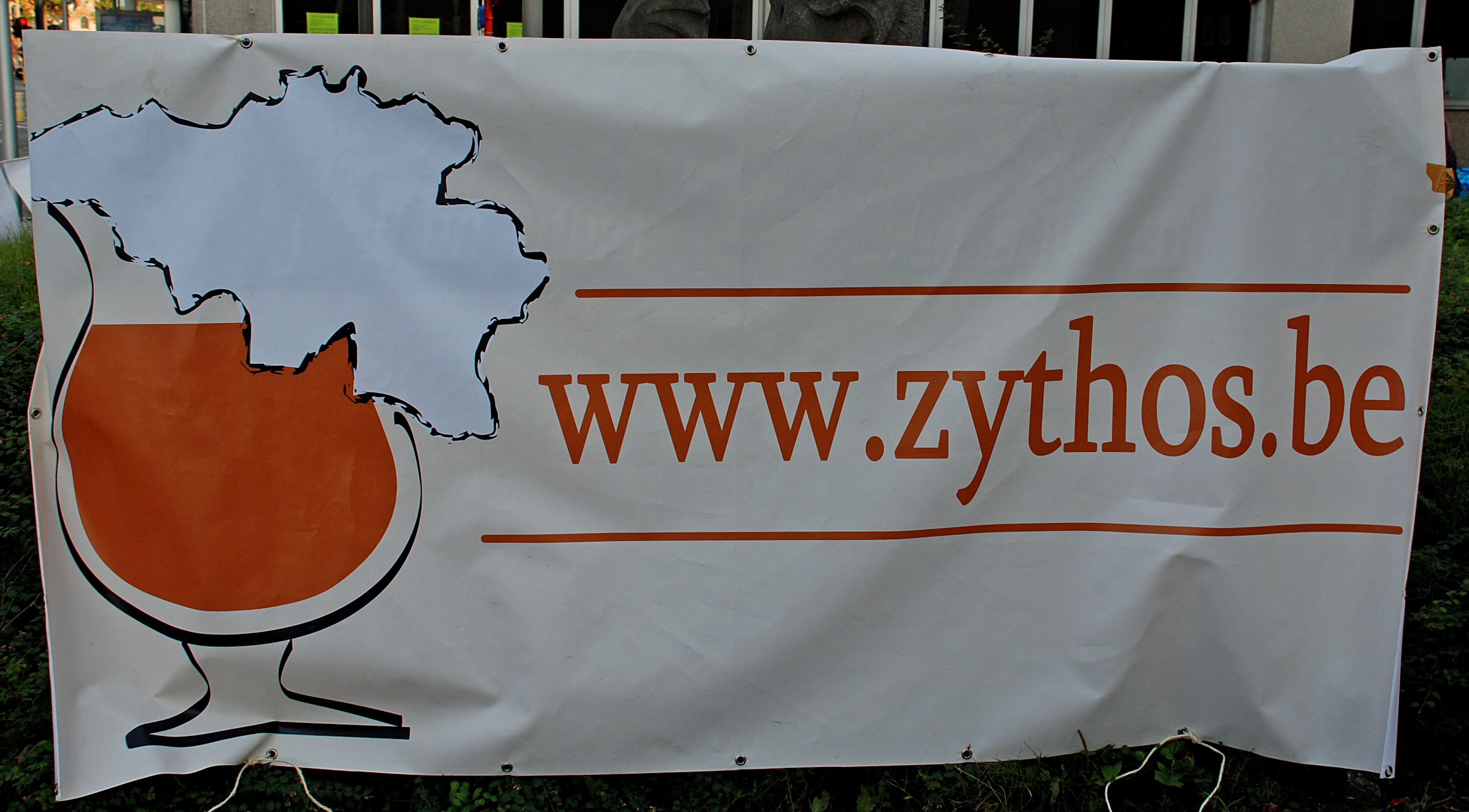
Zythos

Zythos is een Belgische bierconsumentenvereniging. De vereniging is voortgekomen uit de in 2002 opgeheven Objectieve Bierproevers (OBP). De vereniging is lid van de European Beer Consumers Union.
Net als voorganger OBP is Zythos een verbond van een groot aantal lokale en regionale verenigingen van bierproevers. Tot de vaste activiteiten van Zythos behoren de uitgave van het blad De Zytholoog en de organisatie van het grootste bierfestival van België, het Zythos Bierfestival dat elk jaar gehouden wordt. Van 2004 tot 2011 ging het bierfestival door in de Stadsfeestzaal te Sint-Niklaas. Van 2012 tot en met 2022 werd het bierfestival georganiseerd het laatste volledig weekend van april in de Brabanthal te Leuven. Voor de editie van 2023 verhuist het festival naar LandMarck Hal K in Kortrijk.
Daarnaast organiseert Zythos acties voor het behoud van bier als cultuurgoed, onder meer door te informeren over traditionele streekbieren en te protesteren tegen sluiting van brouwerijen door de grote concerns.
De Nederlandse tegenhanger van Zythos is PINT. 

## Aangesloten lokale verenigingen

### Antwerpen
- De Heikantse Bierliefhebbers – Berlaar-Heikant
- OBER (Objectieve Bierproevers Essense Regio) – Essen
- Onder’t Schuim vzw – Geel
- The Beer Brothers – Mechelen
- ABC (Antwerps Bier College) – Antwerpen
- Geno(o)tschap van de Pot – Olen
- Polderse Biervrienden - Zandvliet
- BiL (Biervrienden in Laakdal) - Laakdal

### Vlaams-Brabant
- De Aarschotse Bierwegers – Langdorp
- De Dijleschuimers – Leuven
- De Lambikstoempers vzw – Halle
- OBAD (Objectieve Bier Academie Diest) – Diest
- Hagelandse Bier Genieters (HBG) - Zoutleeuw
- Biergilde Het Lindeke - Brussel
- Geuzeneuze - Merchtem
- Boutersemse Degustatie Gilde - Boutersem
- Malt & Mout - Brussel

### Limburg
- De Limburgse Biervrienden vzw – Hasselt
- Bierproevers Noord-Limburg – Bree

### Oost-Vlaanderen
- OPA (Objectieve Proefajuinen Aalst) – Aalst
- Bierpallieters – Buggenhout
- Ros Beiaard Bierproevers – Dendermonde
- De Objectieve Kaaischuimers – Temse
- De Schuimkragen vzw – Zele
- BLES (Bierliefhebbers van de Egmontstede) – Zottegem
- Sint-Niklase Bierproevers – Sint-Niklaas
- De Krebbeproevers – Lede
- EBU (Ertveldsch Bier Ultimatum) – Ertvelde
- Gentse Biervereniging – Gent
- De Bierminners (Zythos Waasmunster) – Waasmunster
- Beverse Mout – Beveren-Waas
- Biervrienden d'Ouwegemse Fluitjes - Ouwegem
- De Biersnorren - Schoonaarde

### West-Vlaanderen
- DOB (De Oostendse Bierjutters) – Oostende
- HOP vzw (Heerlijk Objektief Proeven) – Wevelgem
- BAB (Brugse Autonome Bierproevers) – Brugge
- WBF (De Waregemse Bierfanaten) – Waregem
- De Bierorde van Vauban – Ieper